# Акт-претензія
Акт-претензія — документ, який складається споживачем у разі порушення виконавцем умов договору, в якому зазначаються строки та види порушень, кількісні і якісні показники послуг тощо.
Акт-претензія — це документ встановленої форми, що складається споживачем при перерві в наданні житлово-комунальних послуг, їх ненаданні або наданні не в повному обсязі, та який є підставою для здійснення перерахунку суми оплати за них.
Для складення та підписання акта-претензії споживач має право викликати представника виконавця, який повинен з'явитися на виклик споживача не пізніше строку, визначеного договором.
Акт-претензія складається споживачем та представником виконавця і скріплюється їхніми підписами. У разі неприбуття представника виконавця в погоджений умовами договору строк або необґрунтованої відмови від підписання акта-претензії він вважається дійсним, якщо його підписали не менш як два споживачі.
Акт-претензія споживача подається виконавцю, який протягом трьох робочих днів вирішує питання про перерахунок платежів або видає письмово споживачу підписану повноважною особою обґрунтовану письмову відмову в задоволенні його претензій.
Спори щодо задоволення претензій споживачів вирішуються в суді. Споживач має право на досудове вирішення спору шляхом задоволення пред'явленої претензії.

## В акті-претензії зазначаються
- дата складання акта-претензії;
- найменування і поштові реквізити виконавця, якому претензія пред'являється, прізвище, ім'я та по батькові заявника претензії (споживача);
- реквізити договору, відповідно до якого пред'явлено претензію;
- обставини (порушення), на підставі яких пред'явлено претензію:
- види послуг, що не надавалися або надавалися неналежним чином;
- кількість послуг, що не надавалися або надавалися неналежним чином;
- якість наданих послуг (відхилення показників від нормативних);
- за можливістю докази, що підтверджують ці обставини;
- термін порушень;
- вимога здійснення перерахунку за неотримані (неякісні) послуги або інші вимоги заявника (за можливістю з посиланням на нормативні акти);
- перелік документів, що додаються до претензії;
- підпис, прізвище, ім'я та по батькові, адреса споживача;
- посада, підпис, прізвище представника виконавця або за неприбуття підписи, прізвища, ім'я та по батькові, адреси ще двох споживачів;

## Порядок оформлення  акту-претензії
Форма акту-претензії є чітко визначеною та затверджена додатком до Порядку проведення перевірки відповідності якості надання деяких комунальних послуг та послуг з управління багатоквартирним будинком параметрам, передбаченим договором про надання відповідних послуг.
Порядок оформлення та подачі претензії визначається статтею 27 Закону України «Про житлово-комунальні послуги».
Так, у разі ненадання, надання не в повному обсязі або неналежної якості комунальних послуг споживач має право викликати виконавця комунальних послуг (його представника) для перевірки кількості та/або якості наданих послуг. 
Виконавець комунальної послуги або управитель (щодо послуги з управління багатоквартирним будинком) зобов’язаний прибути на виклик споживача у строки, визначені в договорі про надання послуги, але не пізніше ніж протягом однієї доби з моменту отримання повідомлення споживача.
Акт-претензія складається виконавцем комунальної послуги або управителем (щодо послуги з управління багатоквартирним будинком) та споживачем і повинен містити інформацію про те, в чому полягало ненадання, надання не в повному обсязі або неналежної якості комунальної послуги або послуги з управління багатоквартирним будинком, дату (строк) її ненадання, надання не в повному обсязі або неналежної якості, а також іншу інформацію, що характеризує ненадання послуг, надання їх не в повному обсязі або неналежної якості.
Акт-претензія складається в двох екземплярах, один з яких залишається в споживача. Акт-претензію споживач має право подати виконавцю як власноруч, так і надіслати поштою.
При поданні акт-претензії до ЖКП власноруч, споживачу потрібно вимагати від службової особи житлово-комунального підприємства, яка прийматиме акт-претензію, поставити на примірнику акта-претензії споживача відмітку про одержання із зазначенням дати, посади, прізвища, підпису та вхідного номера. Ця копія заяви залишається у споживача і є доказом одержання виконавцем акта-претензії.
При надісланні акта-претензії до житлово-комунального підприємства поштою, слід відправляти його цінним листом з описом вкладення і повідомленням про вручення. До опису вкладення необхідно внести всі реквізити акта-претензії — назву, номер, дату. Опис вкладення і повідомлення про вручення є доказом одержання виконавцем акта-претензії.